# Urartu
Urartu (starosjedilački: Biai ili Biainili, akad. „māt Urarṭu“: ma-at U-ra-ar-ṭu, grč. Ararat) ili kraljevstvo Van je država iz željeznog doba koja se prostirala oko jezera Van u Armenskoj visoravni. Termin „Urartu“ je zapravo akadski naziv za geografsku regiju u kojoj je tijekom željeznog doba postojala „Kraljevina Urartu“ ili „Zemlja Biainili“. Ovu terminološku podjelu između geografskog i političkog pojma je još 1955. objasnio povjesničar F. W. König. Regija Urartu obuhvaća planinsko područje između Male Azije, Mezopotamije i Kavkaza, što je kasnije nazvano „Armenskom visoravni“. Kraljevstvo Urartu osnovano je sredinom 9. stoljeća pr. Kr., a osvojili su je Medijci početkom 6. stoljeća pr. Kr. i priključili ga Medijskom Carstvu.

## Poveznice
- Urartski jezik
- Huriti

## Vanjske poveznice
- Urartu (Livius.org)  Arhivirana inačica izvorne stranice od 11. rujna 2013. (Wayback Machine)
- Paul Zimansky - Urartu (Asor.org)  Arhivirana inačica izvorne stranice od 12. listopada 2008. (Wayback Machine)
- Civilizacija Urartu (AllAboutTurkey.com)
- Urartu (grč. Ararat)

### Ostali projekti
|  | Zajednički poslužitelj ima još gradiva o temi Urartu |